# 아누룻다
아누룻다(산스크리트어: अनिरुद्ध 아니룻다, 팔리어: Anuruddha) 또는 아나률(阿那律) 은 십대제자의 한 명. 천안제일. 석가의 사촌동생.

## 이름
- 산스크리트어: Aniruddha
- 팔리어: Anuruddha
- 다른 음차: 아니로두, 아노률타, 아나률타 등
- 음차 (약어): 누두
- 역 (의역 포함)·의미: 여의, 무멸, 선의 등

## 출신
그의 출신이나 신변에는 제설이 있다.
1. 석가족의 궁핍한 식사 운반인으로 출가해 55년간 수행해 발기족 (바지국) 이 사는 베르바 마을에서 죽었다 (출처 불명).
2. 석가족의 고반왕 (드로노다나)의 태자로, 형 큼남 (마하나만, 카피라성의 대신으로, 샤카 시게미치 후에 출가한 큼남과는 딴사람)의 남동생 (5분률의 설).
3. 석가족의 감로반왕 (암리트다나)의 태자로, 전항 2로 같은 큼남의 남동생 (대지도론의 설).

보통은 2 혹은 3의 설이 일반적이다.

## 경력
석가모니 부처가 고향 카필라 성으로 돌아오고, 난타(난다), 라훌(라후라)를 시작으로 석가족의 청년 5백 명이 출가하게 되었다. 아나률은 형인 마하남과 상담해 형 대신 그가 출가하게 되었다고 한다. 혹은 형제의 어머니가 두 형제 모두가 출가하는 것을 허락하지 않고 「바드리카 왕(跋提梨迦王)이 출가한다면 출가해도 괜찮다」라고 했고 이에 친구였던 바드리카 왕에게 사정을 이야기해 이레 동안의 유예 뒤에 모두 출가하게 되었다고 한다.
덧붙여 인도의 카스트 제도에서는 하층인 수드라 출신으로 이발사였던 우파리가 왕자인 아나률보다 먼저 출가했는데, "먼저 제자가 된 사람에게 예경해야 한다"는 석가모니 교단의 의례에 따라 아나률 등 왕자들이 우파리에 예배하였고 석가모니 부처로부터 「잘해냈다. 석가족의 교만한 마음을 멸하였도다!」라는 칭찬을 받았다.
후에 코살라국의 수도 슈라바스티(사위성)에 있던 기원정사에서의 석가모니의 설법 도중에 그만 졸았는데, 이로 해서 석가모니에게 질책을 듣고 불면불휴 즉 자지도 쉬지도 않겠다는 서원을 세우고 상좌불와의 수행을 했다. 이에 석가모니 부처도 걱정되어 자도 좋다고 설득했지만, 아나률은 끝내 실명까지 해가면서 자신이 한 맹세를 지켜냈고, 눈을 잃은 대신 천리안을 얻었다고 한다. 또 승복을 꿰매는 것도 눈이 보이지 않아 고생하는 모습을 본 석가모니 부처가 도와 주었다고 한다(《증일아함경》, 대31,38 역품).
그는 과거세에 불사불(弗沙佛)의 말법의 세상에서 기근이 있었을 때 굶주린 연각중(縁覚衆)에게 자신이 가진 나머지 밥을 모두 주어 베풀었던 인연으로 현세에 보물을 얻었고 나아가 91겁 동안에 인간계와 천상계에서 태어나는 과보를 얻어 가난을 겪는 일 없이 그가 바라는 일은 모두 뜻대로 이루어지게 되었다고 한다 (《중아함경》12, 경률이상13).
아나률은 이후 석가모니 부처의 마지막 포교의 여행에도 동행해, 석가모니 부처의 입멸에 통곡하며 비탄하는 제자들을 위로하고 격려했고, 아난다에게 지시해 쿠시나가라의 맛라(Mahla)족에 석가모니 부처의 장의 준비를 시켰다고도 말해진다.

## 같이 보기
- 아난